# Tobaj
Tobaj es una ciudad localizada en el Distrito de Güssing, estado de Burgenland, Austria.
- Datos: Q542087
- Multimedia: Tobaj / Q542087

1. ↑  Worldpostalcodes.org, código postal n.º 7544.